# A Brit Királyi Légierő első világháborús emlékműve
A Brit Királyi Légierő első világháborús emlékműve (Royal Air Force Memorial) Londonban, a Temze partján áll. 1923-ban állították fel, tervezője Reginald Blomfield volt.

## Kápolna
Az első világháború után emlékműállítási hullám söpört végig Nagy-Britannián, és a Brit Királyi Légierő (RAF) is úgy döntött, meg kell emlékeznie elesett pilótáiról, katonáiról. John Maitland Salmond vezérőrnagy 1919-ben azt javasolta, hogy legyen a légierőnek egy saját kápolnája Londonban. A RAF emlékműbizottsága áttekintette a lehetőségeket, és megállapította, hogy a kápolnához szükséges terület megvásárlása London központjában, túl sokba kerülne, ezért elvetették a tervet. Úgy döntöttek, inkább emlékművet emelnek.

## Emlékmű
Az emlékmű védnöke Albert yorki herceg, a későbbi VI. György brit király lett. A bizottságnak sikerült 40 ezer fontot összegyűjtenie közadakozásból, de ebből az összegből még bentlakásos iskolákat kellett építeniük az árván maradt gyerekeknek, ösztöndíjat kellett létrehozniuk a számukra, valamint fedezni kellett a megnyomorodottak ápolását és gyógyítását.
Az emlékmű megtervezésére Reginald Blomfieldet kérték fel. Az építész egy négyszög alapú oszlopra tett javaslatot. Először a Westminsteri apátság elé tervezték az emlékművet, de a helyi önkormányzat nem járult hozzá. Ezután választották ki az oszlop mai helyét a Whitehall lépcsőin, a Viktória rakparton, szemben a védelmi minisztériummal, a Charing Cross Bridge hídfőjénél. Ez a döntés jelentősen behatárolta Blomfield lehetőségeit, ugyanis csak korlátozott hely állt a rendelkezésére. Az alap mérete pedig meghatározta az oszlop magasságát, amelyet a tervező úgy „növelt meg”, hogy egy glóbuszon álló aranyozott sast (a brit légierő szimbólumát) helyezett el a tetején.
A sas eredetileg a védelmi minisztérium felé nézett volna, de az utolsó pillanatban Blomfield megváltoztatta a tervet, így most a madár feje a Temze felé fordul. A sast William Reid Dick szobrász készítette, akit az építész választott a feladatra. A sas modellje Archibald Thorburn madarakat rajzoló művész egyik illusztrációja volt. A madárszobrot és földgömböt a Parlanti öntödében készítették. Az oszlop anyag portlandi mészkő.Az emlékművet 1923. július 16-án a walesi herceg, a későbbi VIII. Eduárd brit király leplezte le. Az emlékműtől nem messze állították fel 2005-ben a angliai csata emlékművét.